# Olivier Peters
Olivier Peters (* 9. Juni 1955 in Paris) ist ein französischer Saxophonist (Tenor-, Sopransaxophon, Flöte, EWI)  des Modern Jazz.
Peters entstammt einer musikalischen Familie; sein Vater war Dirigent, die Mutter Violinistin; sein jüngerer Bruder ist Grégoire Peters. Er studierte an der Hochschule der Künste Berlin und am Berklee College of Music in Boston. Von 1980 bis 1983 lebte er in New York, wo er u. a. mit Buddy Rich (CD: „Rich & Famous“), Mel Lewis, Louie Bellson, Jaki Byard, Toshiko Akiyoshi, Sarah Vaughan, Frank Sinatra, Vinnie Johnson und Tony Bennett auftrat und aufnahm.
Seit 1985 ist Peters Saxophonist der WDR Big Band. Er nahm drei eigene Alben auf, an denen Walter Norris, Bob Brookmeyer, Mel Lewis, Frank Chastenier und Danny Gottlieb mitwirkten. Auf mehr als sechzig Alben spielte er als Sideman u. a. mit Lalo Schifrin, Patti Austin, Randy Brecker, Biréli Lagrène, Götz Alsmann, Maceo Parker und Joe Lovano.

## Diskographie
unter eigenem Namen
- Wings of Spring. 1980.
- What Is New? 1996.
- Open the Door. 1986.

## Lexikalische Einträge
- Jürgen Wölfer: Jazz in Deutschland. Das Lexikon. Alle Musiker und Plattenfirmen von 1920 bis heute. Hannibal, Höfen 2008, ISBN 978-3-85445-274-4.